# Dan Lewis (Botaniker)
Dan Lewis (* 30. Dezember 1910 in Basford, Stoke-on-Trent; † 30. September 2009)  war ein britischer Genetiker und Botaniker.
Lewis studierte ab 1932 an der University of Reading und  wurde 1939 an der Universität London promoviert, von der er auch 1951 einen D.Sc. erhielt. Ab 1936 war er an der John Innes Horticultural Institution in Merton Park in Surrey (ab 1945 in Bayfordbury in Hertfordshire), wo er schon nach seinem Abschluss in Reading 1934 einen Genetik-Sommerkurs bei Cyril Dean Darlington und J. B. S. Haldane besucht hatte. Er stieg dort zum Leiter der Abteilung Genetik auf. Im Zweiten Weltkrieg war er vom Militärdienst ausgenommen, da seine Forschung als kriegswichtig eingestuft wurde, er war aber im Heimatschutz. 1955/56 war er bei George Beadle am Caltech. 1957 wurde er Leiter der Botanik-Abteilung und Quain Professor für Botanik am University College London. 1978 ging er in den Ruhestand.
Lewis trug zum Verständnis von Pflanzen-Befruchtungs-Systemen bei. Dabei klärte er den genetischen Mechanismus auf, der eine Selbstbestäubung verhindert.
1969 schlug er ein Angebot aus, Direktor der Botanischen Gärten in Kew zu werden.
1974 erhielt er die Mendel Medal. Er war Fellow der Royal Society (1955). Von 1968 bis 1971 war er Präsident der Genetics Society.